# Terphothrix grisea
Terphothrix grisea är en fjärilsart som beskrevs av William Schaus 1896. Terphothrix grisea ingår i släktet Terphothrix och familjen tofsspinnare. Inga underarter finns listade i Catalogue of Life.